# Ceilândia
Ceilândia (portugál kiejtéssel: [sejˈlɐ̃dʒjɐ]) közigazgatási terület Brazília szövetségi körzetében. Északon Brazlândia, keleten Taguatinga, délen pedig Samambaia és Sol Nascente/Por do Sol határolja. Mintegy 398 374 lakosával a Szövetségi Kerület legnagyobb népességű közigazgatási régiója. 1971-ben Hélio Prates da Silveira hozta létre Ceilândia települést, eredetileg 1969-ben a „CEI” (portugálul: Campanha de Erradicação de Invasőes, lit. 'Inváziók felszámolási kampánya') néven indult, amely célja a Brazíliaváros melletti illegális települések elleni küzdelem volt.

## Népesség
A település népességének változása: